# Non è poi così lontano
Non è poi così lontano è un album dei Perigeo pubblicato nel 1976. I brani del disco furono registrati negli studi della RCA di Toronto, Canada da Hayward Parrot.

## Tracce
Lato A
1. Fata Morgana – 4:45 (Bruno Biriaco, Claudio Fasoli, Franco D'Andrea, Giovanni Tommaso, Tony Sidney)
2. Tarlumbana – 7:23 (Tony Sidney)
3. Myosotis – 2:32 (Bruno Biriaco)
4. Take Off – 3:37 (Giovanni Tommaso)

Lato B
1. Acoustic Image – 8:26 (Giovanni Tommaso)
2. Terra rossa – 4:07 (Claudio Fasoli)
3. New Vienna – 5:53 (Franco D'Andrea)

## Musicisti
- Giovanni Tommaso - contrabbasso, basso, voce (interventi vocali)
- Claudio Fasoli - sassofono tenore, sassofono contralto, sassofono soprano
- Franco D'Andrea - pianoforte, pianoforte elettrico, sintetizzatore
- Tony Sidney - chitarra acustica, chitarra elettrica
- Bruno Biriaco - batteria

Altri musicisti
- Dick Smith - percussioni
- Pete Pedersen - arrangiamenti e direzione della sezione archi
- Colin Murphy - assistente tecnico
- Ren Pearson - copertina, foto[2]